# Сосна-РА
«Сосна-РА» — российский лёгкий мобильный буксируемый зенитный пушечно-ракетный комплекс. Разработан во ФГУП «КБ точного машиностроения им. А. Э. Нудельмана». Является модернизацией буксируемого зенитного пушечно-ракетного комплекса «Сосна-А»

## История создания
Во время создания лёгкого мобильного буксируемого зенитного пушечно-ракетного комплекса «Сосна-А» создателями в конструкцию комплекса был вложен потенциал для последующей модернизации, совершенствования и увеличения тактико-технических характеристик. В качестве основного направления по модернизации было определено создание и оснащение комплекса новыми ЗУР малой дальности, а также использование новой тепловизионной аппаратурой обнаружения целей.
Разработкой новой перспективной гиперзвуковой управляемой ракеты занималось конструкторское бюро точного машиностроения им. А. Э. Нудельмана. Работы были начаты в период объединения московского КБ точного машиностроения и тульского конструкторского бюро приборостроения в НПО «Точность». Работами руководил главный конструктор КБП А. Г. Шипунов.

## Описание конструкции
«Сосна-РА» представляет собой лёгкий мобильный буксируемый зенитный пушечно-ракетный комплекс. Комплекс размещён на буксируемой платформе и выполнен по модульной схеме, что позволяет монтировать комплекс на любой самоходное или буксируемое транспортное средство, обладающее грузоподъёмностью не менее 3,5 т. Комплекс может буксироваться с помощью грузовых автомобилей «Урал-4320», «КамАЗ-4310», либо с помощью аналогичных автомобилей отечественного или зарубежного производства.

### 2А38М
В качестве основного вооружения используется двуствольный 30-мм зенитный автомат 2А38М. Автомат позволяет поражать цели движущиеся на высотах до 3 км. Вес автомата в снаряжённом состоянии составляет 230 кг. Возимый боекомплект составляет 600 патронов.

### ЗУР 9М337 «Сосна-Р»
Первоначально ракета создавалась для ЗПРК «Тунгуска». Основным направлением работ было увеличение зоны поражения, что приводило к увеличению габаритно-массовых характеристик ракеты. Затем при адаптации ракеты для комплекса «Сосна» была начата работа над уменьшением деталей и элементов конструкции. Миниатюризация была достигнута за счёт применения лазерной системы наведения, вместо радиокомандной, которая применялась ранее. Используемая ракетой система наведения базируется на принципах работы лазерных систем наведения, используемых в управляемых противотанковых комплексах разработанных в тульском конструкторском бюро приборостроения.
Ракета 9М337 «Сосна-Р» способна обеспечить поражение целей, летящих на высотах до 3500 метров. Дальность поражения составляет от 1,3 до 8 км, при этом время полёта ракеты на максимальную дальность составляет 11 секунд. Ракета способна развивать скорость до 1200 м/с. Ракета оснащена 12-канальным лазерным неконтактным взрывателем и имеет боевую часть массой 5 кг. Масса ракеты в транспортно-пусковом контейнере составляет 36 кг, без контейнера — 25..26 кг.
Схема ракеты аналогична используемым ракетам в ЗПРК «Тунгуска». Диаметр маршевой ступени составляет 71 мм. В зоне двигателя диаметр ракеты составляет 130 мм. Возимый боезапас составляет 8 ЗУР.